# 意式锡釉彩陶
意式錫釉彩陶（義大利語：maiolica，義大利語發音：[maˈjɔlika]）是指在表面上色的錫釉陶器。義大利文藝復興時期的意大利錫釉彩陶最為知名。人們會在錫釉彩陶表面進行繪畫創作，主題大多與歷史和神話故事有關。15世纪後期，意大利北部和中部的小城市是意大利錫釉彩陶的主要生產基地。錫釉彩陶的英語名稱Maiolica來自於中世紀意大利語詞彙Majorca，意思為馬略卡島。

## 外部連結
- Maiolica dish, From Deruta, Umbria, Italy, around AD 1490–1525, British Museum （页面存档备份，存于） The maiolica collection includes Italian Renaissance and Moorish pieces
- Italian maiolica （页面存档备份，存于）
- Metropolitan Museum of Art （页面存档备份，存于）
- Maiolica exhibition at Waddesdon Manor （页面存档备份，存于）